# Tossal del Solà (Sant Esteve de la Sarga)
El Tossal del Solà pertany al terme municipal de Sant Esteve de la Sarga, a la comarca del Pallars Jussà, damunt mateix, i al nord-est, del poble de Sant Esteve de la Sarga i al nord-oest del de Beniure.
És un tossal de 1.052,6 m. alt. que fa de cim culminant de la Serra de Sant Esteve.